# Регионализация
Регионализа́ция — процесс перераспределения властных компетенций, передачи функций от государственного на региональный уровень, появление и развитие новых институциональных форм, отвечающих новой роли регионов в процессе принятия решений на национальном и наднациональном уровнях.
В XXI веке наряду с процессом глобализации происходит процесс регионализации, причём это становится характерным не только для государств с федеративной формой устройства, но и для унитарных государств, для целых континентов и частей света. То есть, по мнению И. М. Бусыгиной, глобализация представляет собой с одной стороны сочетание процессов концентрации и централизации, а с другой — деконцентрации и децентрализации. Наглядным примером процесса регионализации является Европейский союз.

## Описание
Естественное развитие процесса регионализации в Европейском союзе привело к выработке концепции «Европы регионов», отражающей возросшее значение регионов и имеющей целью определить их место в ЕС. Были созданы такие организации как Ассамблея европейских регионов, а также Комитет регионов.
В современном европейском контексте также прослеживается тенденция к сотрудничеству стран на региональном уровне посредством членства в региональных организациях. Главная цель: осуществление многостороннего взаимодействия для решения актуальных проблем, а также для обмена опытом по всем направлениям развития: экономическом, социальном, политическом, культурном и т. д.
Что касается непосредственного участия регионов в делах и формировании политики ЕС, то последние несколько десятилетий регионы стремятся продвигать себя и свои интересы внутри европейского пространства, к примеру, посредством открытия своих офисов в Брюсселе.
Во второй половине 90-х годов Европейским союзом началась разработка инициативы INTERREG в целях развития межрегионального сотрудничества и стимулирования полноценного участия приграничных регионов в экономике Европы. Программа успешно развивается и в настоящее время, работает уже четвертое поколение инициативы INTERREG IV.
Создание субрегиональных организаций — пример приграничного сотрудничества, которое не только приносит экономические выгоды, но и создает климат доверия, способствуя поиску конструктивных решений по преодолению кризисов, а также по реализации совместных проектов, нацеленных на достижение благосостояния вовлеченных в процесс государств и их регионов.
Кроме того, постепенно к регионам переходит роль факторов международных отношений, в частности посредством заключения рамочных международных договоров о сотрудничестве. Появляется такое понятие, как международный маркетинг региона, то есть создание имиджа региона, инвестиционно привлекательного климата, а также ориентация на потребности целевых групп покупателей услуг территории. Примером международного маркетинга региона может послужить деятельность Представительства региона Стокгольма в Санкт-Петербурге